# Tracking and data relay satellite system

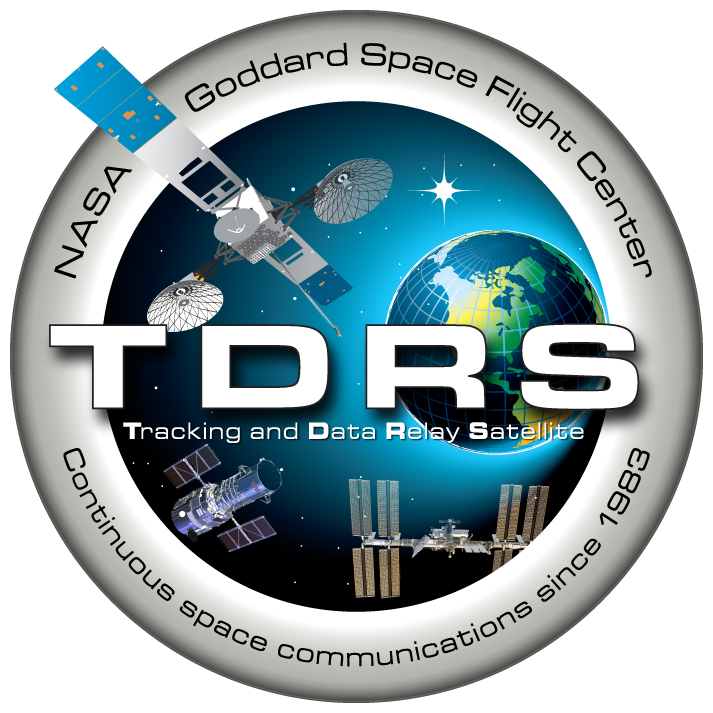
Логотип TDRS

Tracking and Data Relay Satellite System (TDRSS, рус. Спутниковая система сопровождения объектов и передачи данных) — сеть американских спутников связи (TDRS) и наземных станций, эксплуатируемых НАСА. Система была разработана для замены существующей сети наземных станций, контролирующей все пилотируемые полеты средств НАСА. Основная цель создания — увеличить время сообщения (передачи данных) космических кораблей с землёй. Многие спутники системы были запущены в космос ещё в 1980—1990-х годах при помощи шаттла и разгонного блока Inertial Upper Stage. Другие спутники были выведены в космос ракетами Атлас-2 и Атлас-5.
Самые последние поколения спутников обеспечивают скорость приема в приемнике 6 Мбит/с в S-диапазоне и 800 Мбит / с в диапазонах Ku- и Ka-диапазонах. Это в основном используется американскими военными.

## TASS
TASS (TDRSS Augmentation Service for Satellites, Служба коррекции TDRSS для спутников) — подсистема TDRSS, которая используется системой дифференциальной коррекции GPS (GDGPS) для передачи сообщений о дифференцированной коррекции в реальном времени на спутники-клиенты.